# 馬丁·馬吉拉
馬丁·馬吉拉（Martin Margiela，1957年4月9日—）是比利時服裝設計師，出生於比利時亨克。和比利時前衛風格-原來並不是安特衛普六君子的一員，直到其中一人離開時尚界，人們便自動將馬丁・馬吉拉遞補進去。安特衛普六君子皆為安特卫普皇家艺术学院畢業學生. 個人品牌為 Maison Margiela （Maison為法文'家'的意思)。
他曾是让·保羅·高緹耶的助手（1984-1987年），並於1997-2003年擔任愛馬仕的設計總監。
2009年正式宣布退出他的個人品牌，2014年聘請約翰·加利亞諾成為創作總監。
2017年初，雜誌《DAZED》宣布將會推出獨家紀錄片《We Margiela》，記錄了品牌合作夥伴 Jenny Meirens 等人，與這位Martin Margiela工作時的感受。是次的宣傳手法承襲了Margiela本專的概念，在官網上設有 #mailing的Subscribe功能，只要付款（23歐元），就能夠率先收到整個項目的破碎資料，總共999位名額，合共三封郵件。
及後，有專欄報導指紀錄片便簡單概括了Margiela發跡的經過，把Anti-fashion十多年來的發展濃縮至一小時的紀錄片內。由於Margiela本專作風低調，紀錄片中的Margiela亦是歷史中唯一一次公開露面。
於2017年舉行的《Margiela les années Hermès》展覽，將於2018年3月22日移師至Musee des Arts Decoratifs（MAD）重新展出，而外國傳媒更戲稱此為”Saison Margiela 2018 à Paris”(Margiela的季節)。
2018年，Belgian Fashion Awards頒發2018年度各個時裝獎項，Margiela獲得專為表揚國內設計師的評審團大獎（Jury Prize），以表揚他整個職業生涯以及他對時裝發展的深遠影響。而Margiela雖然沒有現身領獎，但以書面發表得獎感言並罕有地表白當年退隱的原因，表示覺得自己無法面對日益增長的壓力，而且社交媒體澎湃的信息摧毀了『等待的快感』（Thrill of Wait），將時裝應有的驚喜元素都抵消了，而這些對自己來說非常重要。

## 品牌
於2018年推出量身軟尺款式的皮帶，同時喚起人們對脂肪的正視。

### 標籤特色
品牌(Brand)這個單字，傳說是當時的牧羊人，為了放羊時能辨別羊羣，故此打上烙印，以便辨識。Brand的功能，有如一個印章，功能是「給人記得」的。但Martin Margiela與Jenny Meirens有不同的解讀，反而選用了全白標籤，配以四點縫線作品牌標記，用意是希望方便顧客除去標籤。

### 2018春季
Maison Margiela 於2018春季高訂設計概念為現實與虛幻，藉此諷刺現代人沉醉智能手機的現象。John Galliano 與一間專業設計反光紡織品的公司合作，攜手研究出一種於常態看是一種平平無奇的黑色布料，若以閃光燈一攝出來，卻是一種獨特、充滿動感的幻彩色調，最重要是這個獨特的效果只能在電話和相機屏幕上看見，以肉眼是不能看見分別的，諷刺現今人們只顧着看手機屏幕的現象。
有專欄報導指出香港名人蔡瀾去到哪裡他都會帶在身邊的「買餸袋」，設計師們曾將這種買餸袋一一搬上天橋，而帶起這個概念的始祖正正是Maison Margiela。

### 被抄襲
2018年，於秋冬18男裝周中，Demna Gvasalia 將Margiela Tabi Boots 直接放上 Vetements 的天橋，當時他更承認自己的創作生涯一直都在向 Martin Margiela 致敬，這次的重新演繹只是找回自己的根源。對於這抄襲事件，令不少 Margiela 的粉絲深感不忿，有讀者更留言稱這是盜賊的行為，更有人認為這是厚顏無恥之舉，引起網上熱烈的討論。Demna Gvasalia 以 “the elephant in the room” 作為 Fall Winter Menswear 2018/19 的設計概念，意指一個擺在眼前，而大家卻不願正視的問題。Demna 指出，他希望回到作為一位設計師的根本，回到 Margiela 的設計手法；暗示自己的設計一直以來也是以 Margiela 作藍本。

### 收藏價值
自從Martin Margiela在2009年離開個人品牌，陸續有不少收藏家開倉發售他的經典傑作。
2018年，千呼百應的懷緬現象引來了其一匿名的收藏家 @margielacollector 在Instagram放賣罕有的Martin Margiela經典Show Pieces，當中包括mannequin的作品與縫紉手套而成的背心，引來粉絲們的哄動。

### 棄用動物毛皮
Martin Margiela於2018年表明在往後的設計當中不再使用真的動物毛皮。

## 延伸阅读
- Menkes, Suzy. . The New York Times. 6 September 1994  [6 December 2009]. （原始内容存档于2017-11-23）.
- Wilson, Eric. . The New York Times. 1 October 2008  [6 December 2009]. （原始内容存档于2018-06-12）.
- Walker, Harriet. . The Independent (London). 6 December 2009  [6 December 2009]. （原始内容存档于2011-09-26）.